# Brise-soleil

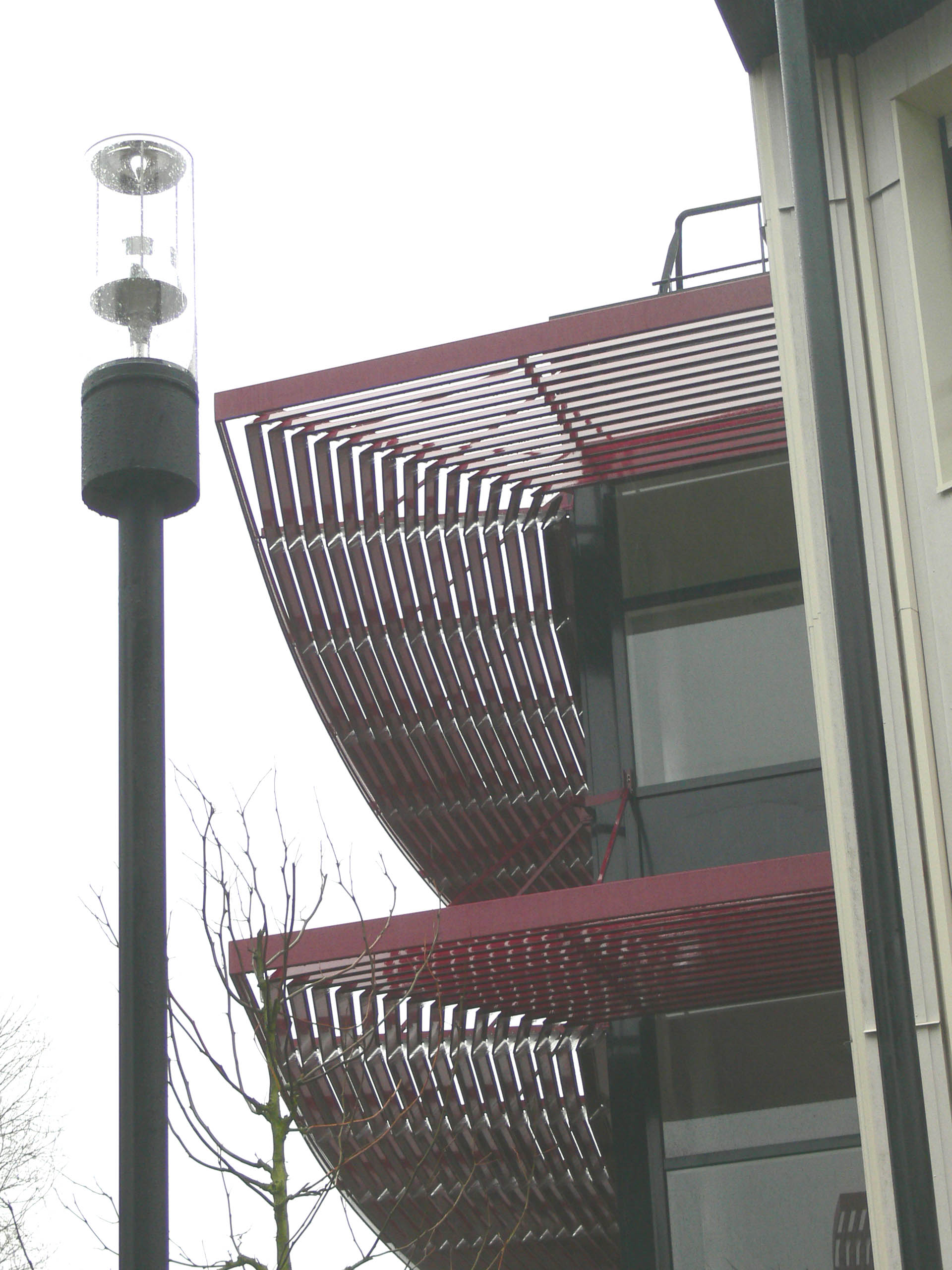
Exemple de brise-soleil metàl·lic.

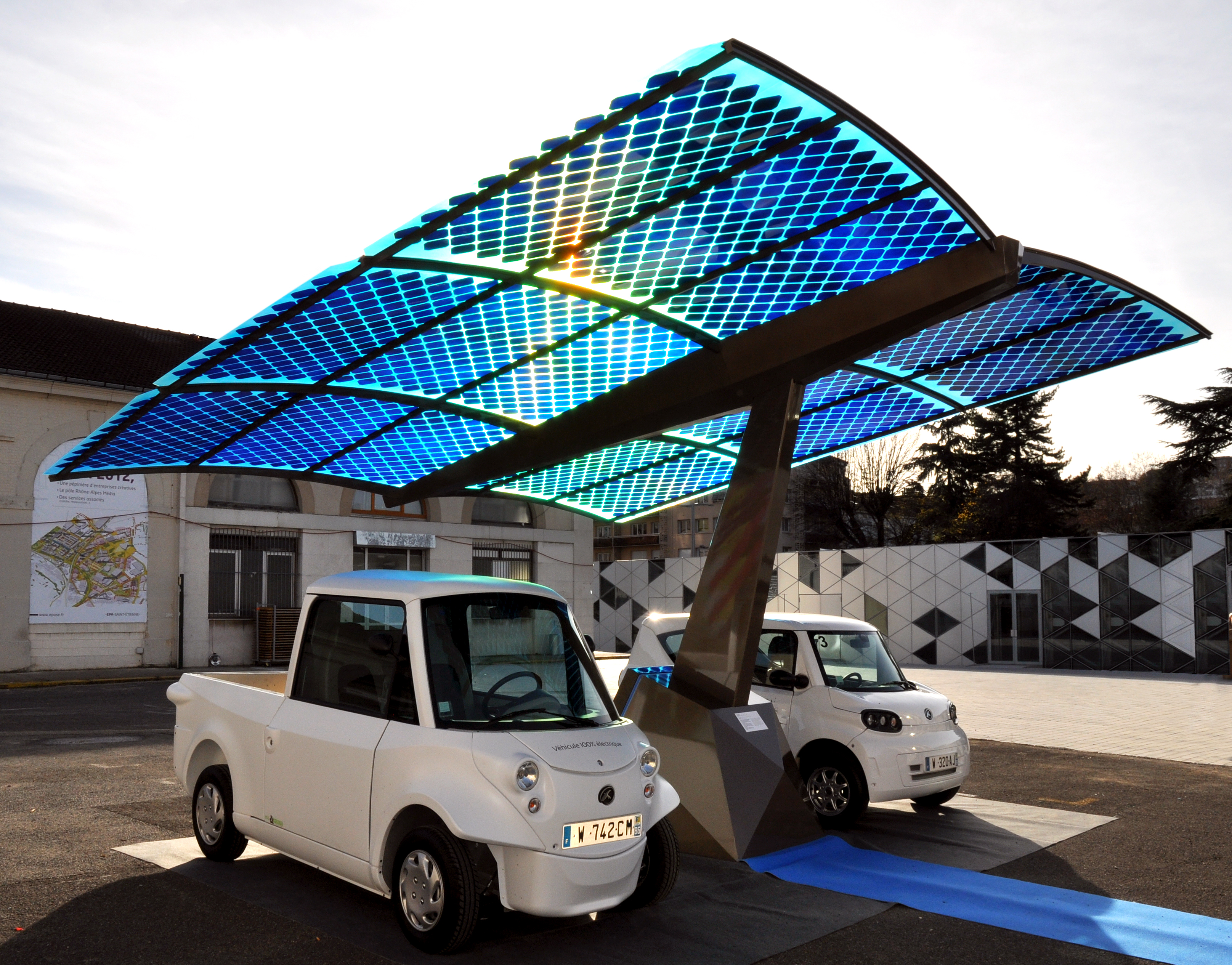
Exemple d'ombre fotovoltaica tenint també la funció d'aixopluc contra la pluja

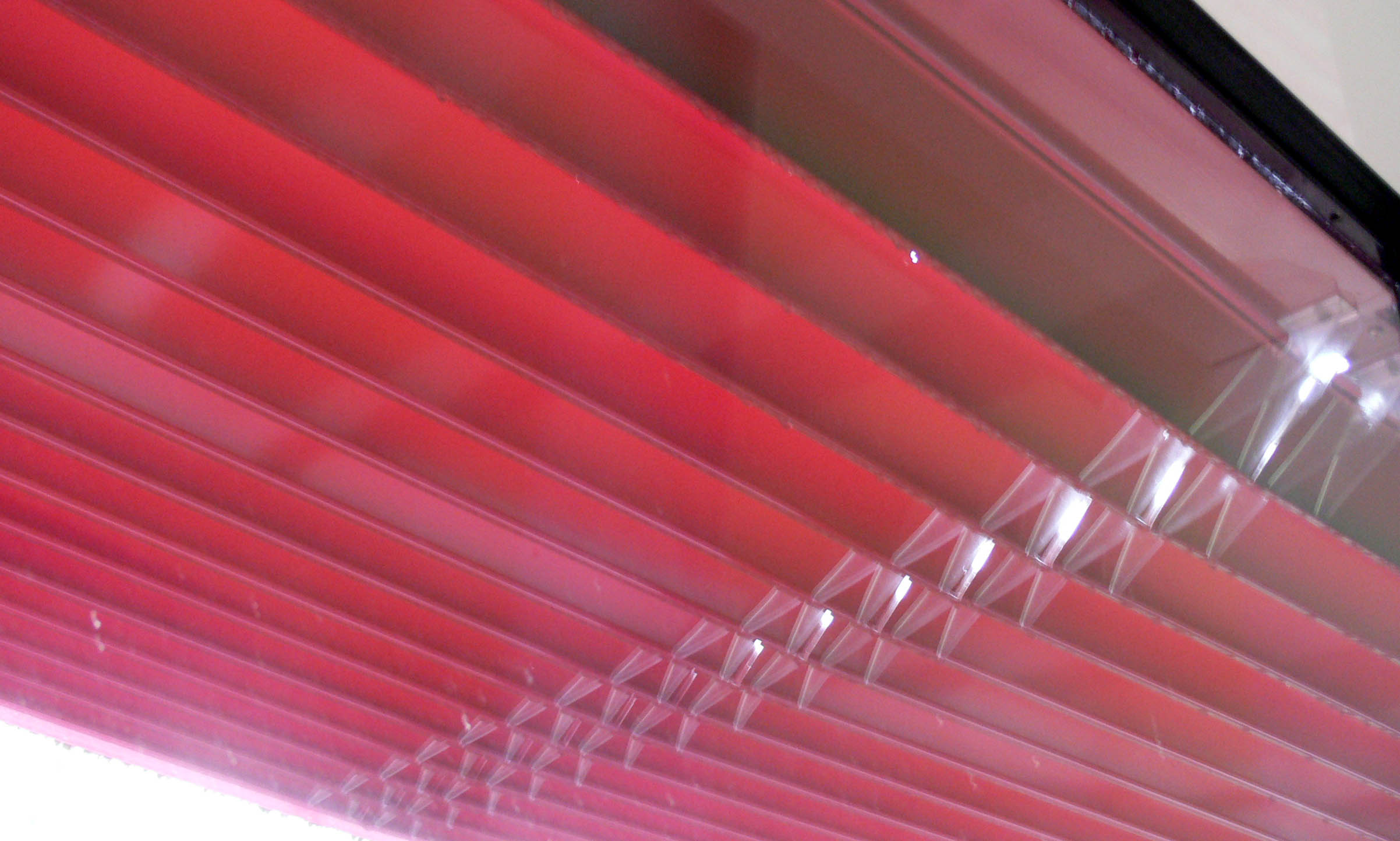
Exemple de brise-soleil metàl·lic

Un brise-soleil és un element d'arquitectura utilitzat per a parar el sol. És sobretot utilitzat als edificis fets en mur cortina per atenuar l'impacte del sol.
El brise-soleil té una estructura calada i, habitualment està realitzat en fusta, metall o formigó. Pot ser una estructura fixa o bé comptar amb algú sistema que permeti ajustar o dirigir a llum del sol que deixa passar. En l'arquitectura moderna el brise-soleil sovint està fabricat en metall expandit.
Les estructures de tipus pèrgola, combinades o no amb parets verdes que sostenen plantes enfiladisses caduques també poden jugar el paper de brise-soleil, amb l'avantatge de mantenir un microclima més temperat a l'estiu, per la seva evapotranspiració. Aporta, a més, un suport suplementari a la biodiversitat aportant pol·len i nèctar, suport als nius d'ocells, fins i tot producció de fruites (kiwis, maduixers enfiladissos, parres…), però, per contra, requereixen més dedicació.

## Funcions
- Permet protegir tot o partida d'una façana, d'una zona (carrer, pati interior, terrassa…) de l'exposició solar per evitar el sobreescalfament o l'enlluernament.
- Un posicionament assenyat permet controlar les aportacions solars (calor, llum, radiació ultraviolada) segons l'hora o l'estació.
- Certs brise-soleil estan coberts de cèl·lules fotovoltaiques.

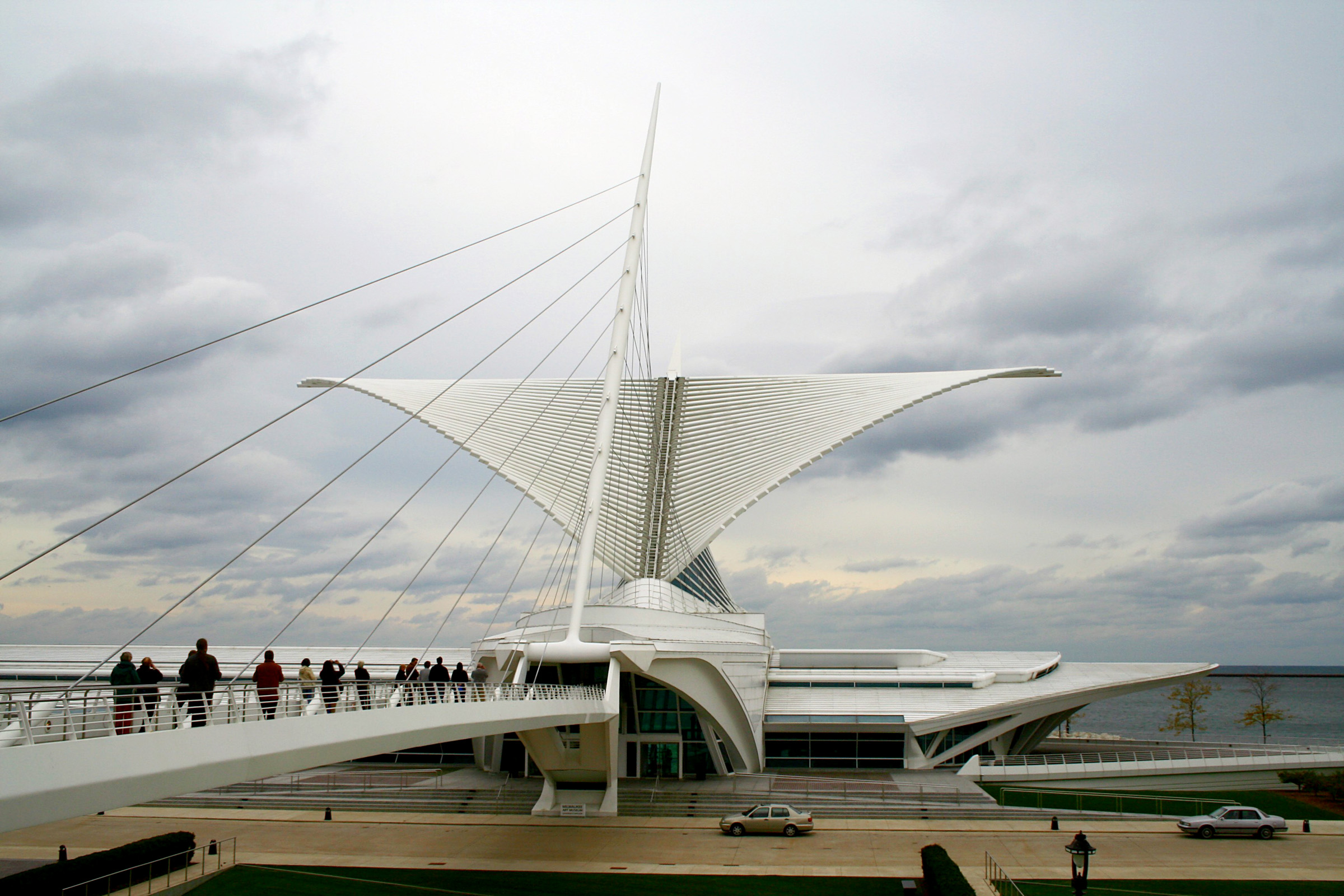
brise-soleil fix Quadracci Pavilion, Milwaukee Art Museum.
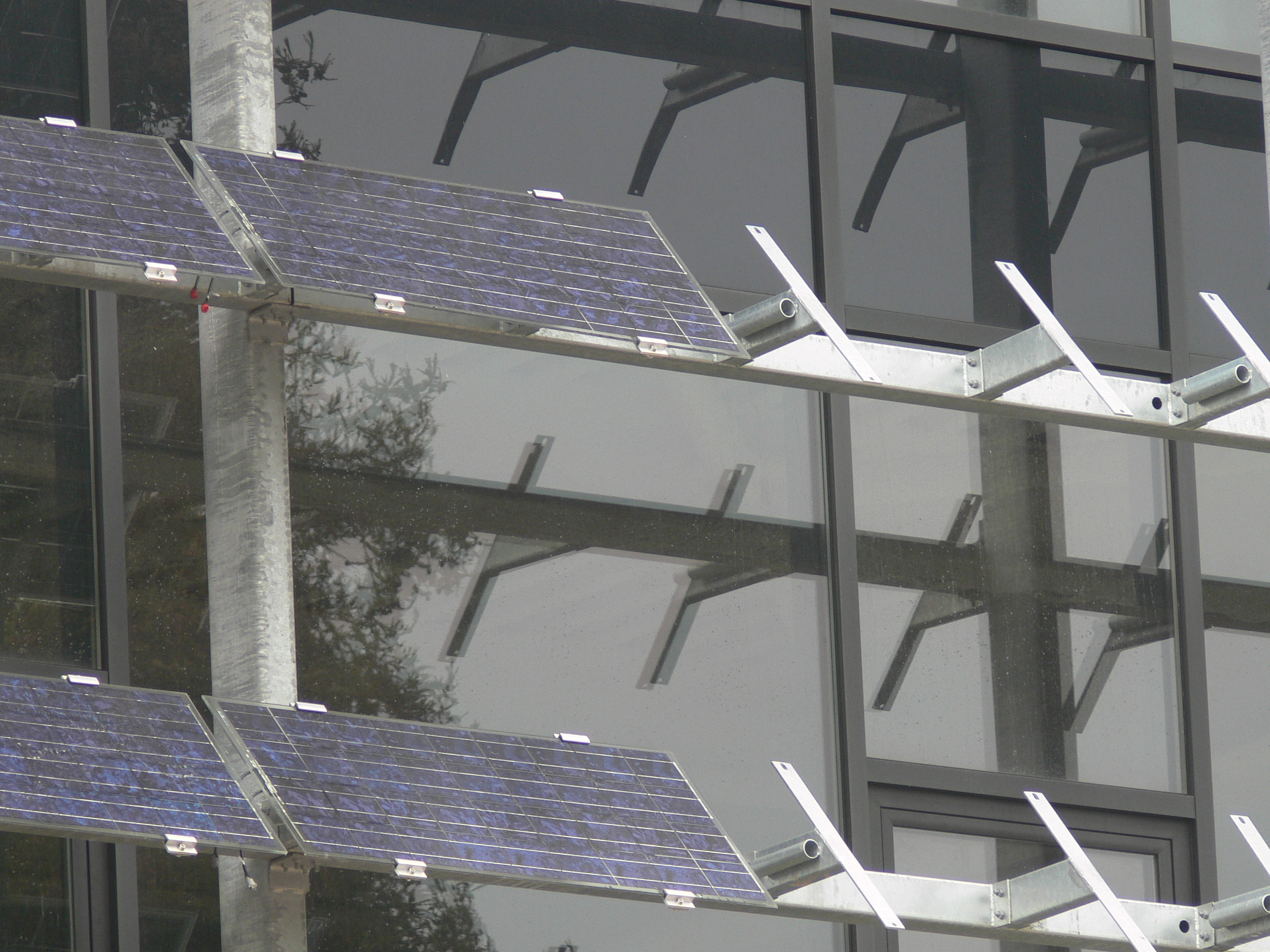
Muntatge de brise-soleil fotovoltaic (Seu de la Regió Nord-pas-de-Calais, Lilla)
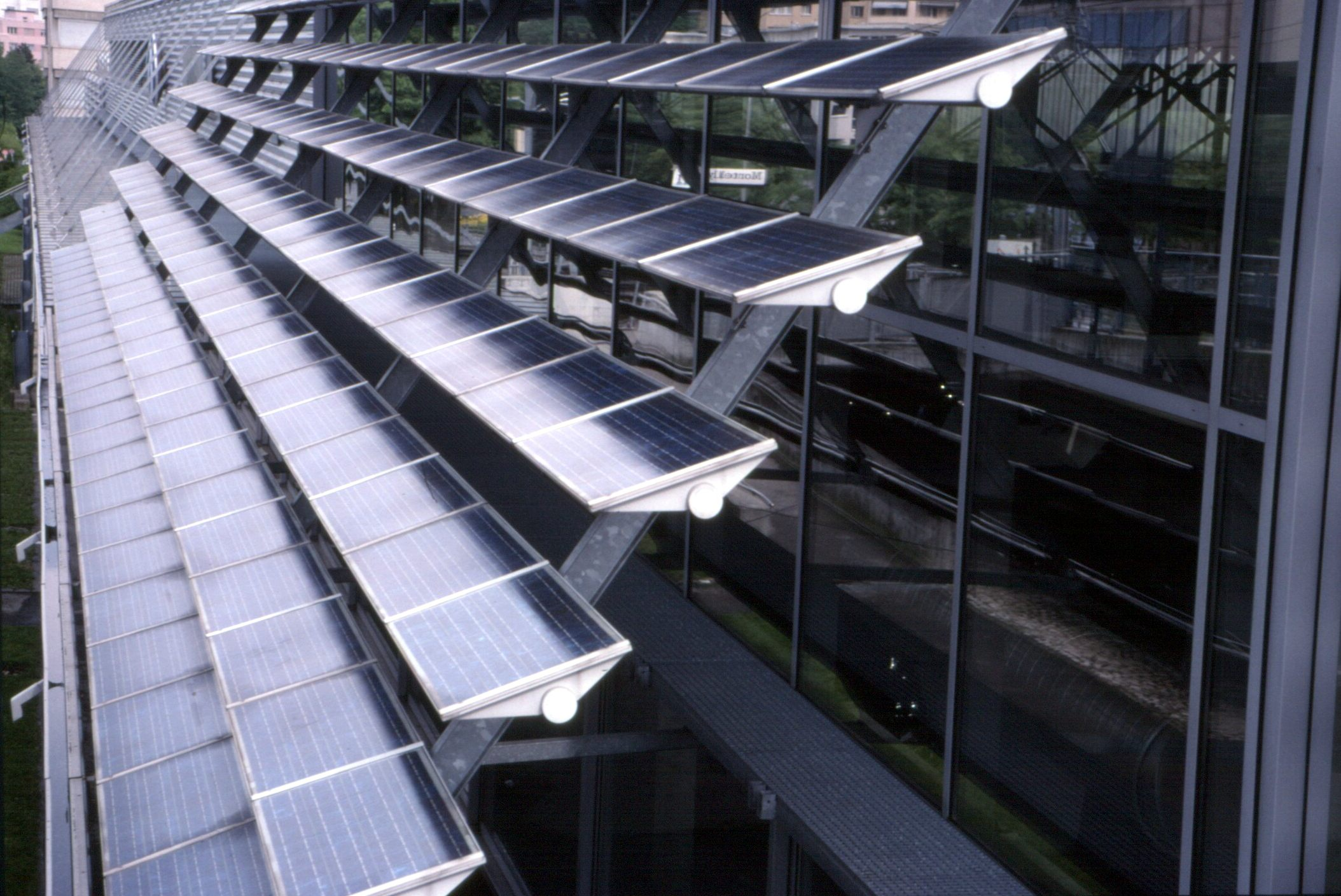
Brise-soleil fotovoltaic